# K League 1 2018
La K League 1 2018 è la trentaseiesima edizione del massimo livello del campionato sudcoreano di calcio organizzato a regime professionistico, la prima edizione sotto il nome di K League 1. La squadra campione in carica è lo Jeonbuk Hyundai Motors.

## Giocatori stranieri
Il limite di giocatori stranieri per squadra è quattro, incluso uno slot per un giocatore proveniente da un paese affiliato all'AFC. Una squadra può usare quattro giocatori stranieri sul campo ogni partita, incluso almeno un giocatore dell'AFC.
| Squadra                 | Giocatore 1         | Giocatore 2       | Giocatore 3      | Giocatore AFC        |
| ----------------------- | ------------------- | ----------------- | ---------------- | -------------------- |
| Daegu FC                | Césinha             | Edgar             | Zé Roberto       | Tsubasa Nishi        |
| Gangwon FC              | Diego Maurício      | Valentinos Sielīs | Uroš Đerić       | Dylan McGowan        |
| Gyeongnam FC            | Marcão              | Negueba           | Paulinho         | Takahiro Kunimoto    |
| Incheon United          | Gordan Bunoza       | Elías Aguilar     | Stefan Mugoša    | Kwabena Appiah       |
| Jeju United             | Magno Cruz          | Roberson          | Tiago Marques    | Aleksandar Jovanović |
| Jeonbuk Hyundai Motors  | Adriano             | Ricardo Lopes     | Tiago Alves      |                      |
| Jeonnam Dragons         | Wanderson           | Macedo            | Vedran Jugović   | James Donachie       |
| Pohang Steelers         | Alemão              | Jucimar Teixeira  | Léo Gamalho      | Connor Chapman       |
| FC Seoul                | Anderson Lopes      | Evandro Paulista  | Bojan Matić      |                      |
| Suwon Samsung Bluewings | Elvis Sarić         | Waguininho        | Dejan Damjanović |                      |
| Ulsan Hyundai           | Richard Windbichler | Júnior Negrão     | Mix Diskerud     | Sergio Escudero      |

## Classifica
|                          | Pos. | Squadra         | Pt | G  | V  | N  | P  | GF | GS | DR  |
| ------------------------ | ---- | --------------- | -- | -- | -- | -- | -- | -- | -- | --- |
| Poule scudetto           |      |                 |    |    |    |    |    |    |    |     |
| Corea del Sud (bandiera) | 1.   | Jeonbuk Hyundai | 86 | 38 | 26 | 8  | 4  | 75 | 31 | +44 |
|                          | 2.   | Gyeongnam       | 65 | 38 | 18 | 11 | 9  | 59 | 44 | +15 |
|                          | 3.   | Ulsan HD        | 63 | 38 | 17 | 12 | 9  | 61 | 46 | +15 |
|                          | 4.   | Pohang Steelers | 54 | 38 | 15 | 9  | 14 | 47 | 48 | -1  |
|                          | 5.   | Jeju SK         | 54 | 38 | 14 | 12 | 12 | 41 | 41 | 0   |
|                          | 6.   | Suwon Bluewings | 50 | 38 | 13 | 11 | 14 | 53 | 54 | -1  |
| Poule retrocessione      |      |                 |    |    |    |    |    |    |    |     |
| [ 1 ]                    | 7.   | Daegu           | 50 | 38 | 14 | 8  | 16 | 47 | 56 | -9  |
|                          | 8.   | Gangwon         | 46 | 38 | 12 | 10 | 16 | 56 | 60 | -4  |
|                          | 9.   | Incheon Utd     | 42 | 38 | 10 | 12 | 16 | 55 | 69 | -14 |
|                          | 10.  | Sangju Sangmu   | 40 | 38 | 10 | 10 | 18 | 41 | 52 | -11 |
|                          | 11.  | Seoul           | 40 | 38 | 9  | 13 | 16 | 40 | 48 | -8  |
|                          | 12.  | Jeonnam Dragons | 32 | 38 | 8  | 8  | 22 | 43 | 69 | -26 |

Legenda:
      Campione di Corea del Sud  e ammessa alla fase a gironi della AFC Champions League 2019
      Ammesse alla fase a gironi della AFC Champions League 2019
      Ammesse alla fase Playoff della AFC Champions League 2019
 Ammessa allo Spareggio promozione-retrocessione contro la vincitrice dei playoff promozione della K League 2 2018
      Retrocessa in K League 2

## Spareggio promozione/retrocessione
Allo spareggio promozione/retrocessione hanno partecipato la squadra classificata all'undicesimo posto della K League 1 2018 (FC Seoul) e la squadra vincente gli spareggi promozione della K League 2 2018 (Busan IPark Football Club).
| 6 dicembre 2018 - 19:00 UTC+9 | Busan IPark Football Club | 1 - 3 | FC Seoul                  |  |
| 9 dicembre 2018 - 14:10 UTC+9 | FC Seoul                  | 1 - 1 | Busan IPark Football Club |  |